# Bruno Beger

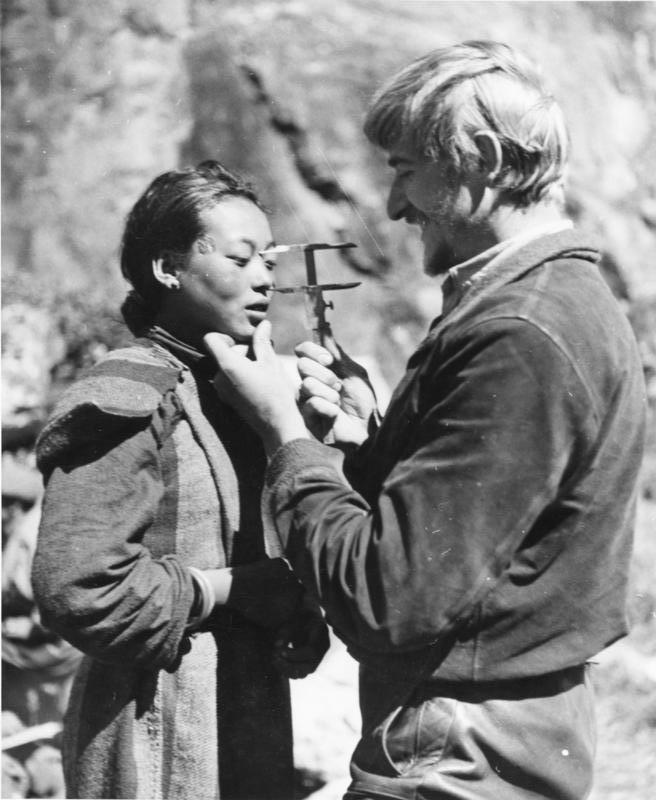
Bruno Beger przeprowadzający badania antropometryczne w Sikkim (1938)

Bruno Beger (ur. 27 kwietnia 1911 we Frankfurcie nad Menem, zm. 12 października 2009 w Königstein im Taunus) – niemiecki antropolog, oficer SS w stopniu Hauptsturmführera (kapitan).

## Życiorys
Pracował dla Ahnenerbe, wziął udział w niemieckiej wyprawie do Tybetu w latach 1938-1939 pod przewodnictwem Ernsta Schäfera. Podczas II wojny światowej pod kierownictwem Hauptsturmführera SS prof. dr. Augusta Hirta dokonywał selekcji więźniów obozów koncentracyjnych różnych typów antropologicznych, wieku i płci w celu utworzenia zbioru szkieletów dla Instytutu Anatomii Uniwersytetu Rzeszy w Strasburgu.